# Krokvattnet (Anundsjö socken, Ångermanland, 705554-158853)
Krokvattnet är en sjö i Örnsköldsviks kommun i Ångermanland och ingår i Moälvens huvudavrinningsområde. Sjön har en area på 0,493 kvadratkilometer och ligger 227 meter över havet. Sjön avvattnas av vattendraget Krokån.

## Delavrinningsområde
Krokvattnet ingår i det delavrinningsområde (705694-158917) som SMHI kallar för Utloppet av Krokvattnet. Medelhöjden är 261 meter över havet och ytan är 7,86 kvadratkilometer. Det finns ett avrinningsområde uppströms, och räknas det in blir den ackumulerade arean 26,88 kvadratkilometer. Krokån som avvattnar avrinningsområdet har biflödesordning 3, vilket innebär att vattnet flödar genom totalt 3 vattendrag innan det når havet efter 88 kilometer. Avrinningsområdet består mestadels av skog (70 procent) och sankmarker (22 procent). Avrinningsområdet har 0,5 kvadratkilometer vattenytor vilket ger det en sjöprocent på 6,3 procent.